# Fred Rogers
Frederick McFeely Rogers (Latrobe, 20 de marzo de 1928-Pittsburgh, 27 de febrero de 2003), conocido como Fred Rogers, fue un presentador de televisión, marionetista, ministro presbiteriano y educador estadounidense. Fue el creador del programa infantil Mister Rogers' Neighborhood, que se emitió durante tres décadas en la televisión pública estadounidense PBS.

## Biografía
Nacido y criado en Latrobe, a 60 km de Pittsburgh, se licenció cum laude en música en el Rollins College en 1951. Ese mismo año comenzó a trabajar en televisión como asistente de producción en Nueva York para la NBC, pero en 1953 regresó a Pensilvania y formó parte de la televisión pública local WQED, donde fue guionista, productor y marionetista en el programa infantil The Children's Corner entre 1955 y 1961. Interesado en potenciar la televisión como vehículo educativo, se matriculó en la Escuela de Desarrollo Infantil de la Universidad de Pittsburgh e inició una colaboración con la psicóloga infantil Margaret McFarland, quien estuvo asesorándole en su labor divulgativa durante más de treinta años.
Debutó como presentador en el espacio infantil Mister Rogers, producido para la televisión pública de Canadá entre 1963 y 1966. Posteriormente les compró los derechos sobre el espacio y regresó a Pittsburgh para retomarlo en WQED con un nuevo título, Mister Rogers' Neighborhood, desde 1968 hasta 2001. En 1971 creó una productora sin ánimo de lucro, Family Communications.
A lo largo de 33 años, Mister Rogers obtuvo buenas críticas por la forma didáctica en la que abordaba asuntos complejos para el desarrollo emocional en la infancia, tales como los sentimientos, la muerte, el divorcio o el racismo entre otros. Asimismo, Fred Rogers supo construir un estilo característico con canciones propias, un amplio universo de personajes, un lenguaje reflexivo y un vestuario reconocible por su icónica rebeca roja. En total se grabaron 912 episodios a lo largo de 31 temporadas, lo que lo convierte en el segundo espacio infantil más longevo en los Estados Unidos después de Sesame Street.
Mister Rogers se emitía a nivel nacional en la red de televisión pública de Estados Unidos, primero en la National Educational Television (NET) y dos años después en la Public Broadcasting Service (PBS). Se considera que Rogers jugó un importante papel en la creación de PBS, pues en 1969 logró convencer al Senado de los Estados Unidos para que no recortara el presupuesto que el anterior gobierno de Lyndon B. Johnson había destinado a este cometido, incidiendo en la educación emocional de los niños.
Al margen de su carrera televisiva, Fred Rogers era una persona de firmes convicciones religiosas: estudió en el seminario teológico de Pittsburgh y fue nombrado ministro presbiteriano en 1962.
Su labor pedagógica ha sido reconocida con más de cuarenta premios y distinciones, incluyendo el Premio Emmy Honorífico en 1997, el Salón de la Fama de la Televisión en 1999, y la Medalla Presidencial de la Libertad en 2002. Rogers falleció el 27 de febrero de 2003 a los 74 años, víctima de un cáncer de estómago. Como homenaje póstumo, su productora pasó a llamarse Fred Rogers Productions.